# Ghost Dog: The Way of the Samurai
Ghost Dog: The Way of the Samurai (Ghost Dog: El camino del samurái) es una  película policiaca de acción estadounidense escrita y dirigida por Jim Jarmusch en 1999. Forest Whitaker protagoniza el personaje del título, el misterioso "Ghost Dog", un sicario que trabaja para la mafia americana y que sigue las reglas del bushido escritas en  Hagakure  de Yamamoto Tsunetomo. 
El largometraje es un homenaje a la película El silencio de un hombre (título original, Le samourai), de 1967, dirigida por Jean-Pierre Melville e interpretada por Alain Delon.

## Argumento
Ghost Dog (Forest Whitaker) es un solitario y meticuloso sicario aficionado al hip-hop que vive como un samurái en la época moderna. Por un lado, trabaja como asesino a sueldo y, por otro, sirve con devoción al hombre que le salvó la vida en su infancia, el mafioso Louie. Ghost Dog establece un vínculo de vasallaje con él en el que se rige por el estricto código de los samuráis: lo convierte en su señor y está dispuesto a cumplir todas sus órdenes, tal y como lo hacían los samuráis respecto a sus jefes en el antiguo Japón. Para ello, interpreta y aplica el recto camino de los samuráis, de acuerdo con el Hagakure.
Louie ordena a Ghost Dog que mate a un gánster, Handsome Frank, que está durmiendo con la hija del jefe de la mafia local, Vargo. Ghost Dog llega y mata al gánster, al ver que la niña también está en la habitación; la deja viva. Para evitar ser implicados en el asesinato de un "made man" ("hombre hecho", un miembro oficial de la Mafia), Vargo y su socio Sonny Valerio deciden deshacerse de Ghost Dog. Louie no sabe prácticamente nada sobre Ghost Dog, el asesino a sueldo solo se comunica con palomas mensajeras. Los mafiosos comienzan a rastrear todas las cooperativas de palomas en la ciudad. Pronto encuentran la cabaña de Ghost Dog en la azotea de un edificio y matan a sus palomas. Ghost Dog se da cuenta de que debe matar a la mafia o ellos lo matarán a él y a su amo.
Durante el día, Ghost Dog suele visitar un parque para ver a su mejor amigo, un vendedor de helados haitiano llamado Raymon (Isaach de Bankolé). Ghost Dog no entiende el francés y Raymond no entiende el inglés, pero ambos parecen entenderse. Ghost Dog también se hace amigo de una niña llamada Pearline, a quien presta el libro Rashōmon.
Finalmente, Ghost Dog ataca la mansión de Vargo y mata a casi todas las personas con las que se encuentra con una sola mano, evitando solo a Louie y a la hija de Vargo. Por la noche, Ghost Dog mata a Sonny Valerio en su casa. Ghost Dog espera que Louie lo ataque (ya que siente que Louie debe vengar el asesinato de su jefe, Vargo). Más tarde va al parque y le da a Raymond todo su dinero, ayudándolo a quedarse en el país. Pearline aparece y le devuelve Rashōmon a Ghost Dog, diciéndole que le gustó. Ghost Dog le da a Pearline su copia del Hagakure y le alienta a leerla.
Aunque Louie siente cierta lealtad hacia Ghost Dog, finalmente se enfrenta a él en el puesto de helados con Raymond y Pearline observando. Ghost Dog no está dispuesto a atacar a su maestro y permite a Louie que le mate. Su último acto es darle a Louie la copia de Rashōmon y animarlo a que la lea. Pearline toma el arma de Ghost Dog y dispara a Louie, pero el arma está vacía. Ghost Dog muere pacíficamente con Raymond y Pearline a su lado. Más tarde, Pearline lee el Hagakure.

## Reparto
- Forest Whitaker como Ghost Dog.
- John Tormey como Louie.
- Henry Silva como Ray Vargo.
- Cliff Gorman como Sonny Valerio.
- Isaach De Bankolé como Raymond.
- Camille Winbush como Pearline.
- Tricia Vessey como Louise Vargo.
- Gene Ruffini como Old Consigliere.
- Frank Minucci como Big Angie.
- Richard Portnow como Handsome Frank.
- Frank Adonis como el guardaespaldas de Valerio.
- Victor Argo como Vinny.
- Kenny Guay como el niño en la ventana.
- Vince Viverito como Johnny Morini.
- Dennis Liu como el dueño del restaurante chino.
- RZA como el samurái en camuflaje.
- Gary Farmer como Nadie (el nativo americano de Dead Man).
- Shi Yan Ming como el maestro de Kung-Fu.